# 波瀬村
波瀬村（はぜむら）は三重県飯南郡にあった村。現在の松阪市飯高町の北西部、櫛田川の最上流域にあたる。

## 地理
- 山岳：三峰山、高見山
- 河川：櫛田川、月出川、太良木川、草鹿野川、舟戸川
- 峠：高見峠

## 歴史
- 1889年（明治22年）4月1日 - 町村制の施行により、飯高郡波瀬村、乙栗子村、加波村、桑原村、月出村、落方村、太良木村、草鹿野村、船戸村、木梶村、栃谷村の区域をもって発足。
- 1896年（明治29年）4月1日 - 所属郡が飯南郡に変更。
- 1956年（昭和31年）8月1日 - 宮前村・川俣村・森村と合併して飯高町が発足。同日波瀬村廃止。

## 交通

### 道路
- 国道166号